# Powiat mrągowski

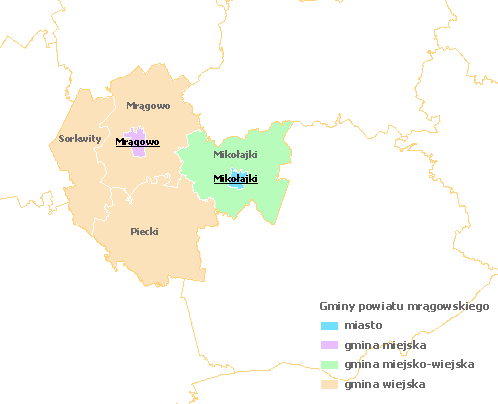
Gminy powiatu mrągowskiego

Powiat mrągowski – powiat w Polsce (województwo warmińsko-mazurskie) utworzony w 1999 w ramach reformy administracyjnej. Jego siedzibą jest miasto Mrągowo.
W skład powiatu wchodzą:
- gminy miejskie: Mrągowo
- gminy miejsko-wiejskie: Mikołajki
- gminy wiejskie: Mrągowo, Piecki, Sorkwity
- miasta: Mrągowo, Mikołajki

Przed 1 stycznia 1999 r. wszystkie gminy należały do województwa olsztyńskiego, z wyjątkiem gminy Mikołajki, która należała do województwa suwalskiego.
Według danych z 31 grudnia 2019 roku powiat zamieszkiwały 49 762 osoby. Natomiast według danych z 30 czerwca 2020 roku powiat zamieszkiwało 49 660 osób.

## Geografia

### Położenie i granice
Powiat mrągowski leży w środkowej części województwa warmińsko-mazurskiego. Graniczy z pięcioma powiatami. Od północy sąsiaduje z powiatem kętrzyńskim, od północnego wschodu z giżyckim, od południowego wschodu z piskim, od południa i południowego zachodu ze szczycieńskim, a od zachodu z olsztyńskim. Obszar powiatu ma owalny kształt, zbliżony do koła. Największa rozciągłość terenu z północy na południe wynosi 41,9 km, natomiast z zachodu na wschód 42 km. Powierzchnia powiatu wynosi 1065,23 km²
Siedzibą władz powiatowych jest Mrągowo leżące w północno-zachodniej części powiatu nad jeziorem Czos.

### Ukształtowanie powierzchni
Pod względem fizycznogeograficznym teren powiatu wchodzi w skład dwóch regionów: przeważająca, zachodnia część należy do regionu Pojezierza Mrągowskiego, natomiast wschodnia część powiatu zalicza się do regionu zwanego Krainą Wielkich Jezior Mazurskich. Ukształtowanie powierzchni powiatu nastąpiło w ostatniej fazie zlodowacenia, zwaną bałtycką. Wytworzył się tu krajobraz młodoglacjalny, pagórkowaty, pojezierny.
Teren powiatu pod względem hipsometrycznym jest bardzo urozmaicony. Obok wzgórz morenowych wznoszących się na ponad 200 m n.p.m., występują głębokie rynny jeziorne. Najwyższym punktem jest Królewska Góra 212 m n.p.m. położona na wschód od Mrągowa w okolicy wsi Użranki, a najniższym wzniesienie w pobliżu jeziora Tałty 116 m n.p.m. Zatem maksymalna deniwelacja dochodzi do 96 m. Lokalnie różnice te są znacznie mniejsze. Cała północno-zachodnia, północna i północno-wschodnia część powiatu leży średnio na wysokości 160–180 m n.p.m., osiągając najwyższe kumulacje w okolicach Surmówki 208 m n.p.m., Kozarka Wielkiego 197 m n.p.m., Kiersztanowa 209 m n.p.m., Użranek 212 m n.p.m. Najniższe punkty w tej części powiatu leżą nad Jeziorem Kiersztanowskim i Czosem i wynoszą 125 m n.p.m., a więc deniwelacje dochodzą do 89 m. Obszar pomiędzy Jeziorem Gielądzkim a Mrągowem leży o kilkanaście metrów niżej i średnio wznosi się od 150 do 160 m n.p.m., osiągając jedynie w okolicy Stamy wysokość 169–171 m n.p.m. Wyraźnie zarysowuje się równoleżnikowy ciąg wzgórz przebiegający przez Grabowo, Krzywe i Zełwągi w kierunku Mikołajek. Najwyższe punkty kulminacyjne występują tu w Krzywych Górach i dochodzą do 190–206 m n.p.m. Nad jeziorem Wągiel leży najniższy (133,2 m n.p.m.) punkt w tej strefie, stąd deniwelacje dochodzą tu do 73 m. Okolice Rybna leżą średnio na wysokości 150–160 m n.p.m. z najwyższym punktem na północny wschód od Rybna. Obszar położony między Rybnem a Jeziorem Białym, ciągnie się z północnego zachodu na południowy wschód w kierunku Zyzdrojowego Piecka i wznosi się na wysokości 140–150 m n.p.m. Na wschód od Jeziora Białego, w okolicy Nawiad, osiąga 164 m n.p.m., a na południe od Piecek nawet 67 m n.p.m. Najniżej położoną częścią powiatu jest obszar leżący na południe od Mikołajek. Najniższy jego punkt położony jest w okolicy Jeziora Gardyńskiego. Cały powiat z północy na południe przecinają rynny jezior mrągowskich. Jedna z nich odprowadza wody na północ, a druga na południe.

### Budowa geologiczna
Podłoże geologiczne stanowią iły oraz iły i piaski z węglem brunatnym wytworzone w miocenie.

### Wody powierzchniowe
Powiat mrągowski położony jest w strefie działu wodnego, rozdzielającego dorzecza Wisły i Pregoły, przy czym dział ten wcina się w omawiany obszar głębokim klinem od północy, rozdzielając go na dwie części.
Część zachodnią z Jeziorem Gielądzkim i doliną rzeki Krutyni oraz jeziorami leżącymi wzdłuż niej i część wschodnią z przepływowym ciągiem Wielkich Jezior Mazurskich (Tałty, Jezioro Mikołajskie, Bełdany, Śniardwy). Obszar ten należy do dorzecza Wisły, odprowadzając wody poprzez Kanał Jegliński oraz rzeki Pisę i Narew.
Część środkową, z dwoma ciągami jezior rynnowych (jeziora: Wągiel, Wierzbowskie, Czos, Juno oraz Juksty i Salęt), które poprzez rzekę Dajnę i liczne mniejsze cieki odprowadzają wody do rzeki Guber i dalej na północ poprzez rzekę Łynę do Pregoły.
Jak wspomniano poprzednio, dominującym elementem krajobrazu na analizowanym obszarze są jeziora, ze zdecydowaną dominacją zbiorników rynnowych (jeziora: Tałty-Ryńskie, Mikołajskie, Wągiel, Juno, Gielądzkie, Mokre itd.). Znaczniej mniej liczne są tu jeziora wytopiskowe bądź o złożonej genetyce, wśród których najbardziej charakterystycznym przykładem są Śniardwy.
Większość jezior połączona jest ze sobą bądź to naturalnymi ciekami, bądź kanałami, co powoduje, iż istnieje przynajmniej teoretyczna możliwość regulacji wielkości odpływu z poszczególnych zlewni.

### Wody gruntowe
Obszary występowania wód gruntowych na głębokości od 0–2 m pokrywają się z gruntami bagiennymi i torfami i zajmują dna wszystkich większych zagłębień. W pozostałych miejscach wody zalegają na większych głębokościach. Nawet głębokie studnie wiercone nie przebijają na tym terenie czwartorzędu, którego miąższość waha się w granicach 150–200 m. Stąd wody eksploatowane należą niemal wyłącznie do wód czwartorzędowych.
Opierając się na badaniach hydrograficznych, prowadzonych w powiecie, stwierdzono występowanie dwóch poziomów wód gruntowych. Poziom pierwszy to wody płytkie, pojawiające się w postaci soczewek w piaskach lub żwirach wśród glin zwałowych. Są to tzw. wierzchówki.
Klimat Pojezierza Mazurskiego, charakteryzuje się względnym kontynentalizmem, zaś Pojezierze Mrągowskie, ma największe zachmurzenie, największe prędkości wiatru i poza górami należy do najzimniejszych rejonów Polski.
Średnia roczna temperatura powietrza wynosi tu ok. 6,5 °C, natomiast średnia temperatura powietrza najcieplejszego miesiąca to 17,4 °C w lipcu, zaś najzimniejszego to ok. –3,4 °C w styczniu.
Obszar całych Mazur to strefa stałego ścierania się mas powietrza atlantyckiego i kontynentalnego. Masy powietrza idące znad oceanu spotykają się tu z masami znad kontynentu powodując częste i nagłe zmiany pogody.
Wyniesienie nad poziom morza, duże nagromadzenie otwartych zbiorników wodnych, a także terenów podmokłych powoduje, że poszczególne pory roku wkraczają tu w innych terminach, niż w pozostałych regionach kraju. Wpływ wód powierzchniowych zaznacza się także w wilgotności powietrza, która w okresie letnim (czerwiec–sierpień) waha się od 60 do 80%.
Najwięcej dni słonecznych przypada na maj i czerwiec oraz wrzesień, natomiast najmniej na listopad i grudzień. W ciągu całego roku jest tu ok. 110 dni z pełnym zachmurzeniem i ok. 160 dni z zachmurzeniem częściowym.
Roczna suma opadów wynosi na terenie średnio ok. 544–605 mm. Rozkład opadów jest mocno zróżnicowany. W dolinach i rozległych obniżeniach występuje mniej opadów, natomiast na wysoczyznach i terenach zalesionych więcej. Grubość pokrywy śnieżnej na omawianym terenie osiąga przeciętnie 10–15 cm. Okres jej zalegania wynosi średnio 75–92 dni.
Wiatry są zmienne z kierunków wschodnich i zachodnich, średnia prędkość ok. 4 m/s.
Okres wegetacyjny według kryterium termicznego (średnia dobowa temperatura powietrza wyższa od 5 °C) jest dość krótki. Zaczyna się w połowie kwietnia i kończy w połowie października. Trwa więc ok. 200–205 dni.

### Klimat powiatu mrągowskiego
Średnia temperatura powietrza w powiecie mrągowskim:
- styczeń –3,4 °C
- luty –1,9 °C
- marzec 0,2 °C
- kwiecień 5,5 °C
- maj 9,6 °C
- czerwiec 13,4 °C
- lipiec 17,4 °C
- sierpień 15,4 °C
- wrzesień 11,9 °C
- październik 6,7 °C
- listopad 0,8 °C
- grudzień –1,2 °C

średnia prędkość wiatru: 4 m/s
długość okresu wegetacyjnego: do ok. 205 dni
średnia roczna suma opadów: ok. 544–605 mm

### Gleby
Gleby występujące na terenie powiatu zostały wytworzone głównie z piasków luźnych, słabogliniastych lub gliniastych. Są to przeważnie gleby rdzawe i bielicowe.
Gleby bielicowe to gleby uprawne, które stanowią 10% powierzchni Polski i niemal w całości pokryte są roślinnością leśną. Nie są przydatne dla rolnictwa ponieważ zawierają mało składników pokarmowych i mają kwaśny odczyn. Podobnie jest z glebami rdzawymi, których użytkowanie rolnicze jest bliskie granicy opłacalności. To tłumaczy jak duży procent powierzchni stanowią użytki leśne.

## Demografia

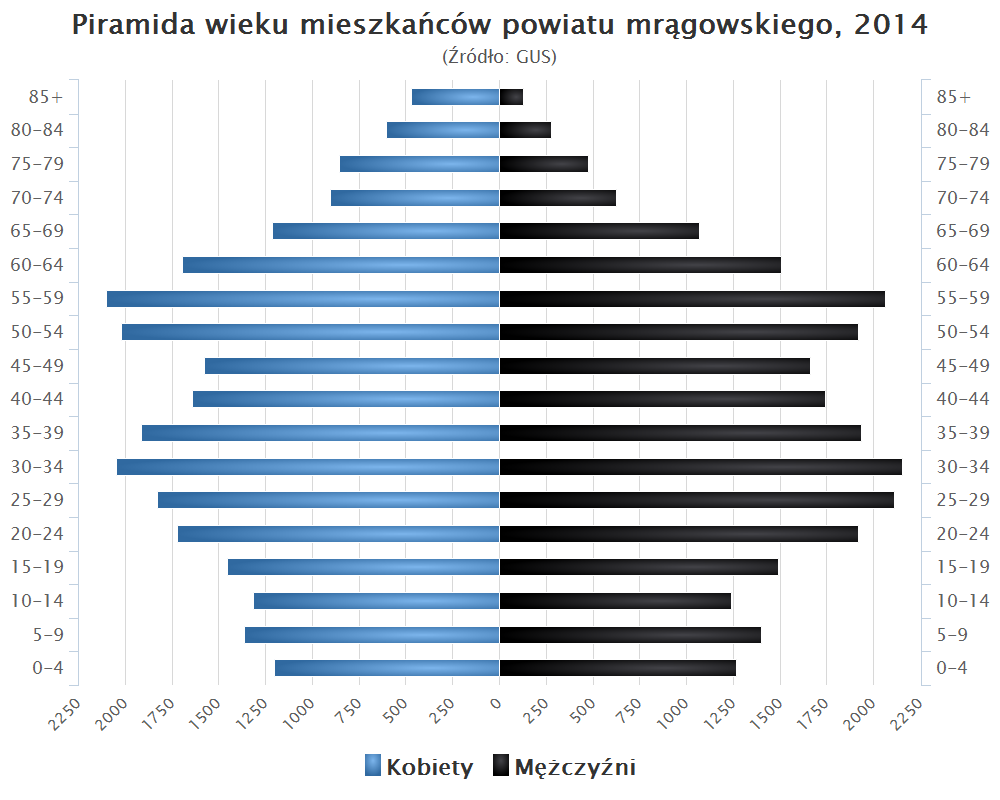
Piramida wieku mieszkańców powiatu mrągowskiego w 2014 roku

Liczba ludności (dane z 31 grudnia 2006):
|        | Ogółem | Ogółem | Kobiety | Kobiety | Mężczyźni | Mężczyźni |
| osób   | %      | osób   | %       | osób    | %         |           |
| ------ | ------ | ------ | ------- | ------- | --------- | --------- |
| Ogółem | 50 043 | 100    | 25 574  | 51,10   | 24 469    | 48,90     |
| Miasto | 25 526 | 51,01  | 13 273  | 26,52   | 12 253    | 24,48     |
| Wieś   | 24 517 | 48,99  | 12 301  | 24,58   | 12 216    | 24,41     |

▶Wieś vs ▶miasto
Ogółem (▶k, ▶m)
Miasto (▶k, ▶m)
Wieś (▶k, ▶m)

### Ludność w latach
- 1950 – 32 500
- 1960 – 40 900
- 1972 – 44 500
- 1975–1998 – powiat nie istniał
- 1999 – 51 968
- 2000 – 51 991
- 2001 – 51 994
- 2002 – 50 372
- 2003 – 50 368
- 2004 – 50 189
- 2005 – 50 606
- 2006 – 50 046
- 2010 – 52 780

Prognozowana liczba ludności:
- 2020 – 51 200
- 2030 – 49 800
- 2040 – 46 790
- 2050 – 44 500

## Gospodarka
W końcu września 2019 liczba zarejestrowanych bezrobotnych w powiecie mrągowskim obejmowała ok. 1,5 tys. mieszkańców, co stanowi stopę bezrobocia na poziomie 8,3% do aktywnych zawodowo.